# كليفتون براون
كليفتون براون هو ملاكم كيك بوكسينغ كندي، ولد في 29 أغسطس 1976 في تورونتو في كندا.